# Richard Riehle
Richard Riehle (ur. 12 maja 1948 w Menomonee Falls w Wisconsin) – amerykański aktor charakterystyczny. Grywał zwykle policjantów, detektywów, sędziów i barmanów.

## Życiorys
Syn pielęgniarki Mary Margaret (z domu Walsh) i pracownika poczty Herberta Johna Riehle.  Jego ojciec był pochodzenia niemieckiego, a jego matka miała korzenie irlandzkie. Uczęszczał na University of Notre Dame, gdzie zaczął występować w teatrze uniwersyteckim w takich produkcjach jak Luter, Antygona, Nosorożec, Romeo i Julia i Jak odnieść sukces w biznesie bez realnego próbowania. W 1970 ukończył naukę z tytułem licencjata. Następnie uzyskał tytuł magistra na Uniwersytecie Minnesoty.
Po debiucie w westernie przygodowym Rooster Cogburn (1975) u boku Johna Wayne’a i Katharine Hepburn, wystąpił w roli barmana w przygodowej komedii kryminalnej Przejażdżka (Joyride, 1977) z Desim Arnazem Jr., Robertem Carradine i Melanie Griffith, a także zagrał niewielką rolę wytatuowanego mężczyzny w dramacie telewizyjnym NBC Druga strona piekła (The Other Side of Hell, 1978) w reżyserii Jána Kadára u boku Alana Arkina i Rogera E. Mosleya. Porzucił pracę na ekranie na ponad dekadę, by skupić się prawie wyłącznie na teatrze regionalnym i Broadwayu.
20 września 1970 ożenił się z Jane Latham, mają czworo dzieci.

## Filmografia

### Filmy
- Przejażdżka (1977) jako Bartender
- The Other Side of Hell (1978) jako wytatuowany mężczyzna
- Czarny deszcz (1978) jako Crown
- Smażone zielone pomidory (1991) jako wielebny Scroggins
- Myszy i ludzie (1992) jako Carlson
- Uwolnić orkę (1993) jako Wade
- Sidła miłości (1993) jako detektyw Griffin
- Święty związek (1994) jako Greeson
- Dziennik mordercy (1996) jako Warden Quince
- Paragraf 187 (1997) jako Walter
- Kod Merkury (1998) jako Edgar Halstrom
- Dziwna para II (1998) jako szeryf
- Życzenie wigilijne Richiego Richa (1998) jako Sierżant Mooney
- W akcie desperacji (1998) jako Ed Fayne
- Zabójcza broń 4 (1998) jako agent służby imigracji i naturalizacji
- Życie biurowe (1999) jako Tom Smykowski
- The Fluffer (2001) jako Sam Martins
- Beethoven 5 (2003) jako Vaughn Carter
- Zły dotyk (2004) jako Charlie
- Topór (2006) jako pan Permatteo
- Niezwykłe wakacje (2007) jako Art Bublin
- Człowiek z Ziemi (2007) jako  Dr. Will Gruber
- Halloween II (2009) jako Buddy
- Posłańcy 2: Na przeklętej ziemi (2009) jako Jude Weatherby
- Przyjaciel świętego Mikołaja (2010) jako Święty Mikołaj
- Piła mechaniczna 3D (2013) jako Farnsworth
- Welcome to Forever (2015) jako pan Cooper

### Seriale
- Falcon Crest jako George Beeker
- Uziemieni jako Walt Finnerty
- Prezydencki poker jako Jack Sloan
- Ally McBeal jako Jack Billings

### Głosy
- Rogate ranczo (2004) jako Szeryf Sam
- Legenda Korry (serial) jako Bumi
- Wing Commander IV: The Price of Freedom (gra) jako sierżant Robert „Pliers” Sykes